# Seikel Motorsport
Seikel Motorsport est une écurie de sport automobile allemande fondée en 1968 par Peter Seikel.

## Histoire

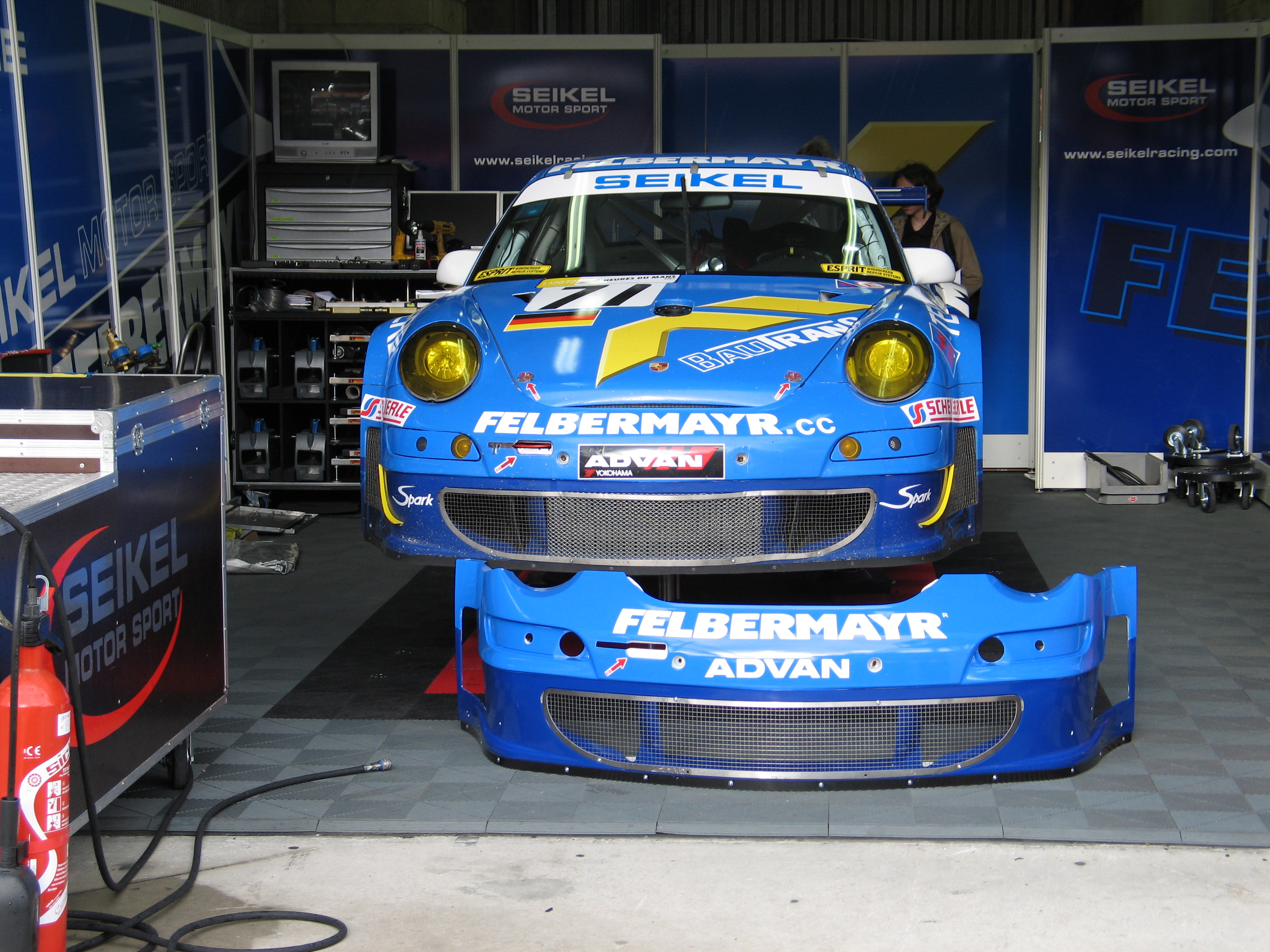
La Porsche 911 GT3 RSR (997) dans le garage de Seikel Motorsport lors des 24 Heures du Mans 2007.

L'écurie est créée en 1968 par Peter Seikel,.
En 2001, avec la Porsche 911 GT3 RS (996) pilotée par Gabrio Rosa, Fabio Babini et Luca Drudi, Seikel Motorsport remporte la catégorie GT aux 24 Heures du Mans, terminant à la sixième place du classement général,.
En 2002, l'écurie participe au championnat American Le Mans Series avec une Porsche 911 GT3 R (996).
En 2005, l'écurie participe aux Le Mans Endurance Series et termine notamment huitième des 1 000 kilomètres de Silverstone dans la catégorie GT2 avec Philip Collin, Horst Felbermayr, Sr. et Horst Felbermayr, Jr..
En, 2007, l'écurie dispute sa dernière course aux 24 Heures du Mans. La Porsche 911 GT3 RSR (997) pilotée par Philip Collin, Horst Felbermayr, Sr. et Horst Felbermayr, Jr. abandonne sur casse moteur,.